# Are You Lonesome Tonight?
Are You Lonesome Tonight? – singel Elvisa Presleya z albumu Elvis’ Golden Records Volume 3. Utwór skomponował Lou Handman, słowa napisał Roy Turk. Piosenka powstała w 1926, a pierwszy raz nagrał ją w 1927 Charles Hurt. Wersja Elvisa Presleya została nagrana w 1960.